# شرکت اسلامیه
شرکت اسلامیه شرکتی سهامی عام و یکی از اولین و مهم‌ترین کارخانه‌هایی بود  که در دوران مشروطه در ایران با هدف تأمین منسوجات مورد نیاز مردم ایران و مقابله با وابستگی به خارج،   با تلاش و حمایت اغلب بازرگانان و علمای اصفهان و شیراز و کاشان، به ویژه آقا نجفی اصفهانی و نورالله نجفی اصفهانی و میرزا ابوالقاسم زنجانی در فروردین ۱۲۷۸ ، تأسیس شد. شرکت به سرعت با استقبال گسترده مردم در خرید سهام و همچنبن محصولات خود مواجه شد و به تدریج شعبه‌هایی در بسیاری شهرها و همینطور در خارج از ایران ایجاد کرد.
شرکت اسلامیه اولین تلاش در صنعت مدرن در ایران خصوصاً در زمینه نساجی بود.
همچنین این شرکت به فعالیت صرافی نیز اشتغال داشت و یکی از زمینه‌های تأسیس بانک و بانکداری و سهام در ایران به‌شمار می‌رود.

## اهداف شرکت
در اساسنامه شرکت اهداف کلی به شرح زیر آمده‌است:
1. دسترسی به سود بیشتر اقتصادی، نسبت به تجارب فردی، از طریق راه اندازی کمپانی و شرکت
2. خروج از ذلت احتیاج به امتعه خارجی
3. تثبیت و تقویت هر چه بیشتر تجارت داخله در برابر تجارت خارجه
4. جلوگیری از خروج ثروت داخلی به خارج از کشور
5. جلوگیری از مهاجرت نسل‌های آینده به خارج از کشور برای مزدوری و کارگری نزد بیگانگان
6. تسهیل در امر معیشت مردم به علت ارزان بودن منسوجات و ماکولات داخلی نسبت به نوع خارجی آنها
7. ارائه الگویی تجاری برای آیند ملت و دولت
8. جلوگیری از رواج معاملات ربوی بیگانگان [۱۴]

## انگیزه و پیش زمینه تأسیس

جمال‌الدین واعظ اصفهانی کتابی با عنوان «لباس التقوی» دردفاع از تولیدات داخلی منتشر کرد.

یکی از نتایج مهم جنبش تنباکو که به مشروطیت متصل گردید، ایجاد شور و اشتیاق در بین مردم برای تأسیس کارخانجات و تولید داخلی و تقویت این فکر بود که جهت رفع وابستگی به بیگانگان، لازم است وسایل مورد نیاز جامعه ایران، در داخل کشور تولید شود.
در قرن نوزدهم بخش عمده‌ای از بازار ایران در اختیار کمپانی‌های خارجی اعم از انگلیس و روسیه در آمده و این مسئله خصوصاً در بخش پوشاک بیشتر نمود داشت. انواع قرار دادها و امتیازات اعطا شده به کشورهای غربی مخصوصاً امتیاز برخی گمرکات وضعیت را بدتر کرده بود.
جرج کرزن سیاستمدار انگلیسی در دهه آخر قرن نوزدهم می‌گوید: «گذشته از اشیاء تجملی غربی که طبقات بالا به آن معتاد شده‌اند، پوشاک همه طبقات جامعه، از مردان گرفته تا زنان، جملگی از غرب وارد می‌شود.ابریشم،ساتن و ماهوت برای طبقات اعیان و قماش نخی و پنبه‌ای برای همه طبقات. لباس یک روستائی ساده از منچستر یا مسکو می‌آید و نیلی را که همسر او بکار می‌برد از بمبئی وارد می‌شود. در واقع از بالاترین تا پایین‌ترین مراتب اجتماعی به‌طور قطع وابسته و متکی به کالاهای غربی شده‌اند»
در ۱۸۶۰ میلادی رابرت گرنت واتسن دربارهٔ اقتصاد شهر اصفهان به عنوان نمونه‌ای از وضعیت ایران می‌گوید: «شهر نامی اصفهان دیگر آن پایتخت باشکوه دورهء صفویه نیست. سیر انحطاطی آن از محوطه‌های بزرگ خالی که در دوران رونق خود سراسر کوچه و بازار و بنا بود اینک آشکار است. بخش عمده بازارها و محلات ویران و خالی از سکنه‌است و این می‌رساند که در روزگار پیشین چه شکوهی داشته‌است». اوژن فلاندن باستان‌شناس فرانسوی که از اصفهان بازدید داشته‌است نیز در ۱۸۴۰ می‌نویسد: «از کارخانجات نساجی و اسلحه‌سازی و زربفت و مخمل ایران که روزگاری محصولات آن به تمام مشرق زمین صادر می‌شد، خبری نیست و همه نابود شده‌اند. محصولات ایران از بین رفته و به ویژه همجواری با انگلستان نتیجه شومی بخشیده‌است. زیرا مقدار زیادی محصول را به بهایی بسیار نازلتر از آنچه در خود ایران ساخته می‌شود در بازارهای ایران بفروش می‌رسانند.»
از بین رفتن کارخانجات ابریشم بافی در قرن نوزدهم که به مرور و هم‌زمان با واردات گسترده پارچه‌های انگلیسی به ایران آغاز گردید آثار اجتماعی دیگر نیز بدنبال داشت، از کاشت درخت توت (برای پرورش کرم ابریشم) به دلیل نبود بازار برای پارچه‌های تولید داخل از بین رفت و به جای آن کشت خشخاش رواج یافت. به‌طوری‌که از یزد (که زمانی از مراکز تولید پارچه در ایران بود) سالانه ۲۰۰۰ صندوق تریاک صادر می‌گردید. در ۱۸۹۰ کرزن اظهار داشته بود که یزد هنوز دارای ۱۸۰۰ کارخانه ابریشم بافی با ۹۰۰۰ کارگر است اما در ۱۸۹۳ سر پرسی سایکس اظهار داشت که دستگاه‌های بافندگی یزد به ۷۰۰ دستگاه تنزل یافته‌است.
در چنین وضعیتی اندیشه تولید داخلی ابتدا در محافل مذهبی و تجار در اصفهان ایجاد شد. احمد مجدالاسلام کرمانی به یاری سید جمال واعظ و ملک‌المتکلمین و میرزا علی جناب، انجمنی به نام «انجمن شرقی» تشکیل دادند که هدفش رفع احتیاج از کالاهای خارجی بود. همچنین قرار شد در ماه رمضان روحانیون و مراجع در مساجد مردم را به خرید کالاهای داخلی و تحریم کالاهای خارجی ترغیب کنند و گروه دیگر نیز مقدمات راه اندازی کارخانه را فراهم آورند بزودی هر دو کار صورت گرفته و کارخانه تولید منسوجات با نام کارخانه اسلامیه در شرف تأسیس قرار گرفت.
علما و روحانیون ضمن دفاع از تأسیس کارخانه و ترویج استفاده از منسوجات آن، نامه‌هایی نیز در حمایت از آن ارسال کردند.
در اساسنامه شرکت آمده بود: «این شرکت به کلی از دادوستد متاع خارجه ممنوع است. فقط هم خود را صرف ترقی متاع داخله و آوردن چرخ اسباب و کارخانه مفیده خواهد نمود و حمل متاع داخله را به خارجه بر حسب اقتضاء و به موقع خود در کشیدن راه شوسه و آهن اقدام خواهد کرد.» همچنین در ماده بیست و چهارم آمده‌است که «تمام اجزاء از رییس و مرئوس و امنای شرکت حسب‌الشرط مجبورند لباس خود را از منسوجات و متاع داخله مصرف رسانند.»
شرکت اسلامیه در ابتدا یک کرور تومان سهام که به ۵۰هزار سهم ۱۰تومانی تقسیم شده بود، آماده کرد و به زودی ۱۵۰هزار تومان سرمایه اولیه در شرکت گرد آمد.
اتباع خارجی از خرید سهام این شرکت منع شده بودند.
در واقع، پس از قیام تنباکو و بروز فواید آن، حاج‌آقانورالله و آقانجفی، این‌گونه برنامه‌ریزی می‌کنند که علاوه بر عدم حضور کالاها و منسوجات خارجی در زندگی مردم، می‌توان امکانات و توانایی‌های داخلی را در جهت تولید، متحد کرد و مردم را برای حمایت از آن تشویق نمود. بدین ترتیب می‌توان تحریم کالاهای بیگانه را عملی کرد.
در آن زمان به گفته حاج‌آقانورالله، بازرگانان ایرانی، عمله‌های خارجی شده بودند و شکوه و جلال اروپاییها، از طریق کالاهایشان در ایران جلوه گری می‌کرده‌است. درچنین زمانی شرکت اسلامیه در اصفهان تأسیس می‌شود.

## حمایت از کارخانه
علما که خود در راه اندازی و تدوین اساسنامه آن حضور داشتند در ادامه به تلاش جدی برای تحریم کالاهای ساخت خارج و استفاده از کالاهای ایرانی پرداختند. آخوند خراسانی از مراجع وقت نامه‌ای خطاب به مظفرالدین شاه و خواستار پشتیبانی وی از این کارخانه شدند.
سید جمال الدین واعظ یکی از علما، کتابی به نام «لباس التقوی» در دفاع از راه اندازی این شرکت نگاشت و علمایی همچون سید اسماعیل صدرالدین عاملی, سید محمدکاظم یزدی, آخوند خراسانی, محمد الغروی الشربیانی, محمدحسن ممقانی, فتح الله اصفهانی (شریعت اصفهانی) بر آن مهر تأیید زدند. در بخشی از این کتاب آمده‌است:«برمسلمانان لازم است لباس ذلت تولید خارج را از تن بیرون کنند و لباس عزت ساخت داخل را بپوشند.»
میرزاحسین تهرانی نیز ضمن حمایت از تأسیس این شرکت تقریظی بر کتاب «لباس التقوی» نوشت. این کتاب در دهه ۶۰ توسط همای رضوانی تصحیح و توسط نشر تاریخ ایران  منتشر شد.
گذشته از روحانیون و بازرگانان، زنان نیز در ترویج پارچه‌های تولید این کارخانه سهم داشتند.

## افتتاحیه
پس از آنکه مقدمات تأسیس شرکت آماده شد  حدود هزار نفر از روحانیون معروف، رجال دولت و تجار معتبر و ملاکین توسط ملک المتکلمین به مجلس دعوت شدند، وی نطق اثرگزاری در باب نابسامانی و فلاکت کشور ایراد کرد و پس از آن در اندک مدتی ۹۰۰ هزار تومان سهام شرکت، از طرف مردم خریداری شد.
در مراسم افتتاحیه این شرکت بسیاری از علما و بازرگانان حضور داشته و به ایراد سخنرانی در دفاع از تولید داخلی پرداختند.

## گسترش و سود دهی
به تدریج حوزه عمل خود را به سایر شهرها و سپس به کشورهای خارجی گسترش می‌دهد. تولیداتش همه جا حضور و گسترش یافته و تولیداتش در داخل و خارج ایران فروخته شده و شعباتی همچون «اسلامیه تهران» و «اسلامیه کاشان» نیز تأسیس می‌گردد. حاجی امین‌الضرب رئیس کل شرکت اسلامیه طهران مهندسی اروپایی به نام «موسیو بوتن» را برای گسترش تجهیزات شرکت به اصفهان اعزام می‌کند.
زین‌العابدین تقی‌یف نیز نماینده شرکت در باکو بوده‌است.
گزارش روزنامه‌های آنزمان حاکی از سوددهی شرکت بوده‌است. روزنامه حبل المتین در این باره می‌نویسد: «معلوم و محقق شده‌است، که در این مدت قلیله این شرکت سود معتنابه و منفعت قابلی به شرکاء بخشیده‌است. بنابراین هر کس از تبعة ایران که در آن مملکت میل به دخول در این شرکت مقدسه داشته باشد، البته پس از آگاهی از این مراتب به هر میزان و هر چند سهم طالب شرکت باشد، ممکن خواهد بود به توسط جناب اجل عالی بلیط اسهام برای ایشان از اداره شرکت محترمه به خارج فرستاده خواهد شد.
در سلخ ذی الحجة ۱۳۱۷ محاسبات گذشته آن را صاف نمودیم و از قرار صدی بیست و هفت، منافع سالیانه به شرکاء محترم پرداخته شد»

## بازتابها
راه اندازی این شرکت با واکنش منفی سفارت انگلیس مواجه گردید. سفیر در نامه‌ای نوشت:
از قرار اطلاعاتی که از اصفهان می‌رسد علمای آنجا بر ضد تجارت خارجه می‌باشند. علمای مزبور نه به ملاحظه تعصب مذهبی بلکه صرفه شخص به معیت بعضی رؤسای تجار که در شرکت اسلامیه شریک می‌باشند، سعی بلیغ در فروش امتعه خود و رد مال التجاره خارجه دارند... بلکه در مساجد و سایر نقاط علناً می‌گویند که مردم نباید امتعه خارجه را بخرند.

یکی از نشریات انگلیس هم در واکنش به تأسیس این شرکت نوشت:
معلوم می‌شود ایرانیان اندک اندک از خواب غفلت بیدار شده و قدر و اهمیت تجارت خاصه تجارت شرکت را نیکو دانسته و چیزی که در این شرکت اهمیت دارد این است که علمای این ملت در آن شرکت دارند و مشوق اند و اگر این شرکت معتبر شود سکته بزرگی به تجارت انگلیس در اصفهان بلکه در خلیج فارس وارد آید و باید تجار، نوعی رفتار کنند که در آینده بازار تجارت شان از رونق نیفتند و الّا بزودی باید منتظر خبر بود که بازار تجارت ما در اصفهان بسته شود.
بازتاب تأسیس این شرکت حتی در مطبوعات چاپ مصر نیز دیده شد.
اندکی پس از راه اندازی شرکت و گسترش تولیدات آن در ایران، آوازه این اقدامات به نجف  نیز رسید و مورد توجه مردم و خصوصاً مراجع در آن سامان قرار گرفت.

## فعالیت علمی
با حمایت شرکت اسلامیه میرزا علی تقی خان سرتیپ در سال ۱۲۷۹ هجری شمسی مدرسه‌ای در دروازهٔ اسماعیل کوسج اصفهان راه اندازی کرد که دو سال فعالیت داشت.

## شرکت اسلامیه و تاریخ
هم اکنون برخی اسناد شرکت همچون تعدادی از اوراق سهام، چک‌ها و برات مربوط به این کمپانی در مرکز اسناد کتابخانه مجلس شورای اسلامی نگهداری می‌شود.
همچنین در همایش اصفهان و مشروطیت در سال ۱۳۸۵ نقش شرکت اسلامیه در تاریخ مشروطه بررسی شد.
با مطرح شدن اندیشه خصوصی‌سازی در اقتصاد ایران در سال‌های دهه هشتاد، مدل فعالیت شرکت اسلامیه مورد توجه برخی قرار گرفت.